# شركة التأمين الأردنية
شركة التأمين الأردنية هي شركة تأمين في الأردن. تقدم التأمين التالي:
- تأمين بحري
- تأمين المركبة
- تأمين على الحياة
- تأمين ضد الحوادث
- تأمين صحي
- تأمين الملكية

وتشمل المنتجات التكميلية بطاقة الخصم "صحتك كنز"، وبرنامج المساعدة على الطريق.
الشركة مدرجة في مؤشر بورصة عمان المرجح للأوراق المالية المرجح برمز JIC. حوالي 10% من أسهم الشركة مملوكة لشركة ميونيخ ري، وهي شركة إعادة تأمين في ألمانيا.

## روابط خارجية
- Jordan Insurance Company باللغة العربية